# Martin Rančík
Martin Rančík (Nitra, 5 giugno 1978) è un ex cestista e allenatore di pallacanestro slovacco che giocava come ala grande.

## Carriera
Ha militato in Italia, nell'Olimpia Milano, dal 2001 al 2004, in un periodo in cui la squadra più titolata d'Italia era in grande crisi. Rančík si rivelò uno dei migliori giocatori della squadra, disputando ottime stagioni e mettendosi in mostra sia come realizzatore che come rimbalzista. Si trasferì poi per la stagione 2004-2005 alla Fortitudo Bologna, dove diminuì il suo minutaggio ma non il rendimento: con la Fortitudo vinse il campionato dopo un entusiasmante serie finale proprio contro la sua ex squadra, l'Olimpia Milano. Nella stagione Fortitudina Rančík accumulò cifre di tutto rispetto: 8,6 punti e 3,8 rimbalzi a partita in 19,8 minuti di media di utilizzo.
Dalla stagione 2005-06 andò a giocare nella Liga ACB, prima trascorrendo un biennio allo Iurbentia Bilbao e poi, dopo aver recuperato da un infortunio al legamento del ginocchio, all'Estudiantes.
Anche il fratello minore Radoslav è un cestista professionista con un passato in Italia.

## Palmarès
- Campionato italiano: 1

Fortitudo Bologna: 2004-05
- Campionato slovacco: 1

Inter Bratislava: 2012-13
- Coppa di Slovacchia: 2

Inter Bratislava: 2015, 2016